# Třebom
Třebom (in polacco Trzebom, in tedesco Thröm) è un comune della Repubblica Ceca facente parte del distretto di Opava, nella regione della Moravia-Slesia.